# Progomphus belyshevi
Progomphus belyshevi – gatunek ważki z rodziny gadziogłówkowatych (Gomphidae). Występuje na terenie Ameryki Środkowej.